# Castelo de Wahlenbourg

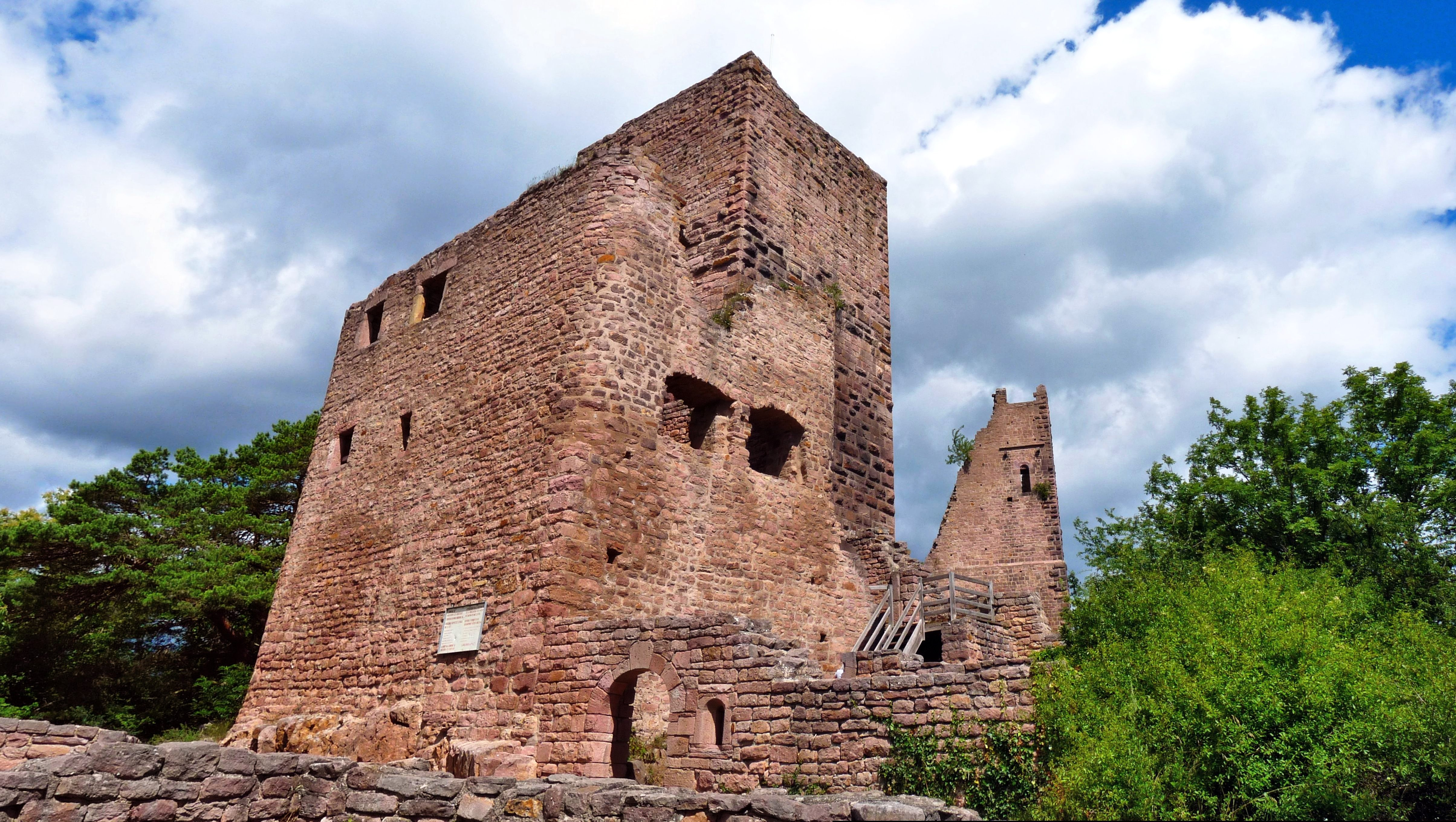
Ruínas do Château de Wahlenbourg

Château de Wahlenbourg é um castelo em ruínas na comuna de Husseren-les-Châteaux, no departamento de Haut-Rhin, Alsácia, na França. É um monumento histórico listado desde 1840